# Friedrich Ernst Koch
Friedrich Ernst Koch, född 3 juli 1862 i Berlin, död där 30 januari 1927, var en tysk tonsättare.
Koch var 1883–91 cellist i hovkapellet i Berlin, fick 1900 professors titel och blev 1917 föreståndare för avdelningen för musikteori vid musikhögskolan i Berlin. Han komponerade mycket inom skilda arter, bland annat två symfonier, tysk rapsodi för violin och orkester, svit för piano och orkester, oratorierna Von den Tageszeiten och Die Sündflut, kantater, operor (bland annat Die Hügelmühle), motetter och madrigaler. Till sina körverk och operor författade han själv texterna.